# Zygospore
Een zygospore is een diploïd reproductief stadium in de levenscyclus van vele schimmels en protisten. Het zijn rustende sporen met een dikke wand.
Een zygospore ontstaat door het samensmelten van de kernen van twee haploïde cellen. Bij vele eukaryotische algen, inclusief vele soorten van de Chlorophyta, worden zygosporen gevormd door de versmelting van gameten met verschillend paringstype.
Een zygospore blijft in rust totdat de omstandigheden voor de schimmel gunstig worden door bijvoorbeeld vocht, hitte, licht of stoffen geproduceerd door planten. De zygospore kiemt dan en vormt sporangia waarin de meiose plaatsvindt en haploïde vegetatieve cellen gevormd worden.  
Een schimmel die zygosporen vormt wordt tot de lagere schimmels (Zygomycota) gerekend.

## Soorten
Een zygote is het product van versmelting van twee gameten.De volgende typen zygoten komen voor:
- aplanozygote: de zygote is onbeweeglijk
- planozygote: de zygote is beweeglijk: met flagellen
- amoebozygote: amoeboïde zygote die zich als een amoebe kan voortbewegen, soms met flagellen
- hypnozygote: zygote in ruststadium met verdikte wand
- oöspore: in gametangium gevormde zygote in ruststadium
- zygosporangium of zygospore: ruststadium, ontstaan door gametangiogamie (versmeltingsproduct van twee gametangiën)
- heterokaryon, heterozygote diploïdie: versmeltingsproduct bij genetische recombinatie zonder meiose bij parasexuele cyclus